# Centrale thermique de Mehrum
La centrale thermique de Mehrum était une centrale thermique en Basse-Saxe (Allemagne). 
Elle est située à environ 20 km à l'est de Hanovre. Sa puissance était de 690 mégawatts (net). 
La cheminée de la centrale mesure 250 m (820 ft) de haut. 
Le 1er novembre 2017, Enercity et BS Energy l'ont vendue à la EPH Holding.
L'unité 3, mise en service en 1979, était utilisée jusqu'au 1er avril 2024. 
Elle avait un rendement énergétique de 40,5 % et employait (en 2022) 130 personnes. 
La Houille était transportée par le Mittellandkanal. 
Le 12 avril 2025, la Tour aéroréfrigérante était dynamitée. 

## voir aussi
- Électricité en Allemagne
- en:Coal phase-out